# Rhodostrophia meonaria
Rhodostrophia meonaria är en fjärilsart som beskrevs av Achille Guenée 1857. Rhodostrophia meonaria ingår i släktet Rhodostrophia och familjen mätare. Inga underarter finns listade.